# لارسر
لارسر، روستایی از توابع بخش مرکزی شهرستان صومعه‌سرا در استان گیلان ایران است.

## جمعیت
این روستا در دهستان ضیابر قرار دارد و براساس سرشماری مرکز آمار ایران در سال ۱۳۸۵، جمعیت آن ۲۵۷ نفر (۶۹خانوار) بوده‌است.
مردم این روستا به زبان تالشی و گیلکی صحبت میکنند .